# Protoanemonine
Protoanemonine is het lacton van 4-hydroxy-penta-2,4-dieenzuur. Het is een natuurlijk voorkomende giftige organische verbinding die in het melksap van planten zit die tot de ranonkelfamilie (Ranunculaceae) behoren, zoals anemonen. De giftigste plant is de blaartrekkende boterbloem, die een gehalte van 2,5 % aan protoanemonine heeft. Het is een vluchtige, gele, bitter smakende olieachtige vloeistof, die snel door dimerisatie overgaat in het onschadelijke anemonine. Bij droging ontstaat anemoonzuur.

## Toxicologie en veiligheid
Protoanemonine geeft bij huidcontact rode vlekken en blaren en bij inname vergiftigingsverschijnselen. De stof heeft antifungale en antibiotische eigenschappen.